# Lachen (Bavorsko)
Lachen je obec v německé spolkové zemi Bavorsko, v zemském okrese Unterallgäu ve vládním obvodu Švábsko.
V roce 2015 zde žilo 1 472 obyvatel.

## Poloha
Sousední obce jsou: Benningen, Hawangen, Ottobeuren, Wolfertschwenden a Woringen.